# Стефан II фон Гунделфинген
Стефан II фон Гунделфинген (на немски: Stephan II von Gundelfingen; † 13 юни 1428) е фрайхер на Гунделфинген, преименован на фон Дернек, фон Хоенгунделфинген и фон Нойфра (днес част от Ридлинген) и рицар. Фамилията Гунделфинген е голяма швабска благородническа фамилия.
Той е големият син на рицар Стефан I фон Гунделфинген-Дернек († 1395) и съпругата му Маргарета фон Хевен († 1398), вдовица на Конрад I фон Хоенберг-Вилдберг-Алтенщайг († 1356), дъщеря на Петер I фон Хевен, господар на Енген († 1371) и Кунигунда († сл. 1357). Внук е на Дегенхарт фон Гунделфинген († 1351/1352) и Анна фон Кирхберг († 1374).
Брат е на Хайнрих фон Гунделфинген († 1434) и на Анна († 1410). Полубрат е на Рудолф IV фон Хоенберг-Вилдберг († ок. 1397).
Стефан II фрайхер фон Гунделфинген умира на 13 юли 1428 г. и е погребан в Нойфра на Дунав.

## Фамилия
Стефан II фон Гунделфинген се жени на 25 септември 1397 г. в Констанц за Анна фон Валдбург († 1429), вдовица на граф Хайнрих II фон Монфор-Тетнанг († 1394/1397), дъщеря на граф Йохан II фон Валдбург († 1424) и Катарина фон Цили († 1389). Те имат осем деца:
- Ерхард фон Гунделфинген († 25 май 1432/1437)
- Стефан фон Гунделфинген († сл.1427)
- Вилхелм фон Гунделфинген († 12 март/11 октомври 1459), женен за Магдалена фон Лупфен († 13 декември 1482)
- Анна фон Гунделфинген († сл. 1436/17 март 1442?)
- Йохан фон Гунделфинген († 23 ноември 1472)
- Елизабет фон Гунделфинген († 26 декември 1467)
- Дегенхарт фон Гунделфинген (* 1408; † 1 юли 1488/1 март 1490), женен I. за Анна фон Ландау, внучка на Бернабо Висконти († 1385), II. ок. 16 ноември 1436 г. за Анна Виланд († сл. 1490)
- Анна фон Гунделфинген († 19 декември 1442)

През 1408 г. Съпругата му Анна фон Валдбург, заедно с нейните деца, е издигната от крал Рупрехт в съсловието на фрайхерен.